# Löslichkeit

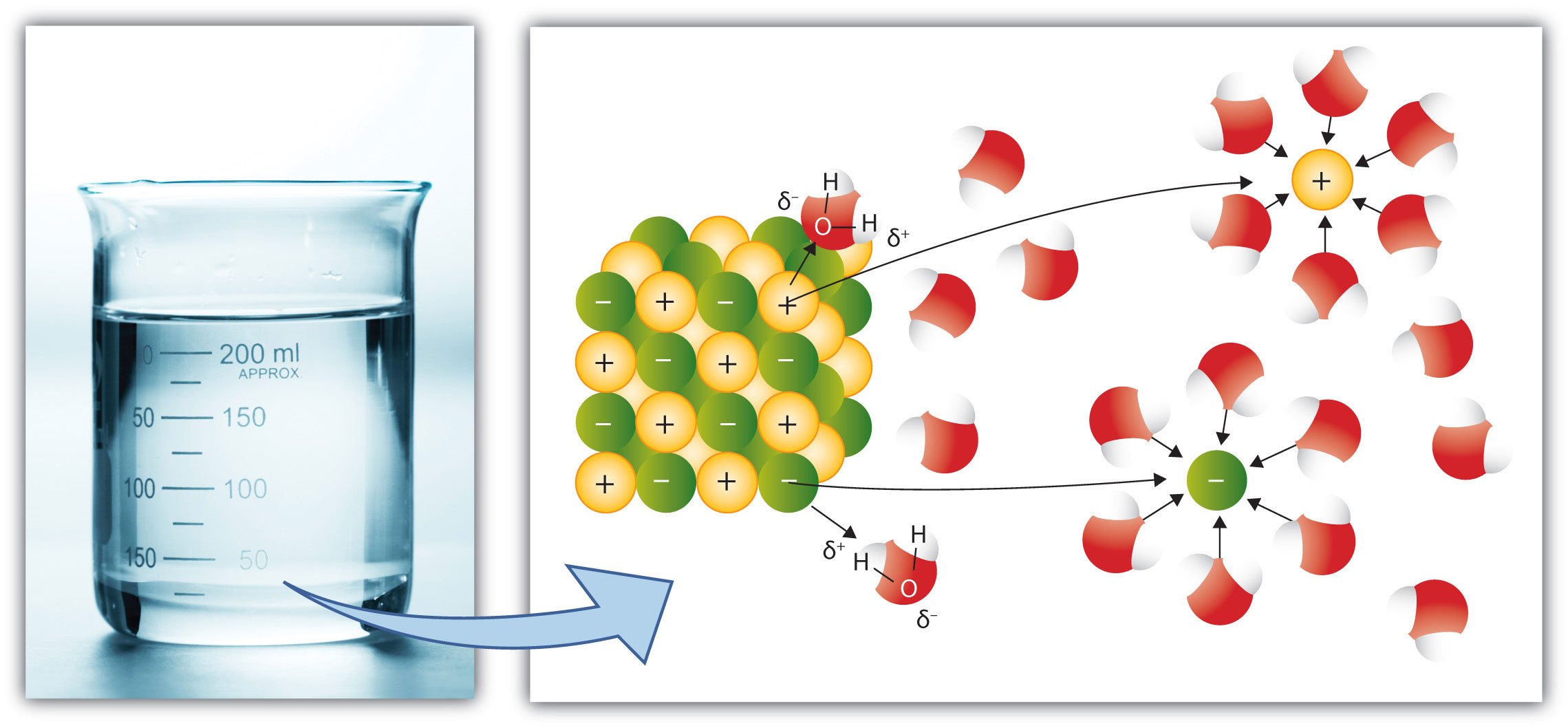
Auflösen von Salz als Beispiel für eine lösliche Verbindung.

Die Löslichkeit eines Stoffes gibt an, welche Menge eines Reinstoffes in einem Lösungsmittel gelöst werden kann, bis Sättigung eintritt, sich also das Löslichkeitsgleichgewicht eingestellt hat.
Löslichkeit bezeichnet die Eigenschaft des Stoffes, sich unter homogener Verteilung (als Atome, Moleküle oder Ionen) im Lösungsmittel zu vermischen, d. h. zu lösen. Zumeist ist das Lösungsmittel eine Flüssigkeit. Es gibt aber auch feste Lösungen, wie etwa bei Legierungen, Gläsern, keramischen Werkstoffen und dotierten Halbleitern. Bei der Lösung von Gasen in Flüssigkeiten bezeichnet der Begriff Löslichkeit einen Koeffizienten, der die in der Flüssigkeit gelöste Gasmenge bei einem bestimmten Druck des Gases angibt, wenn sich das Gas zwischen Gasraum und Flüssigkeit im Diffusionsgleichgewicht befindet, d. h. genau so viel hinein wie heraus diffundiert. Die Löslichkeit ist außerdem von der Temperatur, vom Druck (in geringem Umfang auch bei nicht gasförmigen Verbindungen) und bei einigen Verbindungen vom pH-Wert sowie der Salinität abhängig. Beispielhaft für die Abhängigkeit von der Salinität sei Ethanol genannt: Es ist beliebig in Süßwasser löslich, in Salzwasser jedoch fast unlöslich. Dieser Effekt wird beim Aussalzen genutzt. Unter anderem bei Proteinen kann das Salzen auch eine Erhöhung der Löslichkeit bewirken, dann wird vom Einsalzeffekt gesprochen. In der Kolloidchemie wird die Löslichkeit genauer untersucht und auch nach Partikelgröße, Stabilität etc. differenziert. Siehe auch: Gemisch und  Entmischung.

## Unterschiedliche Definitionen
Nach dem europäischen Arzneibuch versteht man unter Löslichkeit das bei Sättigung (höchstmöglicher Konzentration des Stoffs im Lösungsmittel) vorliegende Verhältnis von gelöster Stoffmasse zum Volumen des Lösungsmittels bei Raumtemperatur. Diese Definition unterscheidet sich von der Definition der Massenkonzentration, welche (trotz gleicher Einheit von g/l) das Verhältnis von Stoffmasse zu Volumen der Lösung angibt. Die Massenkonzentration wird zum Beispiel von der IUPAC als eine mögliche quantitative Angabe für die Löslichkeit definiert (analytische Zusammensetzung einer gesättigten Lösung, ausgedrückt in Form des Anteils eines gelösten Stoffes in einem bestimmten Lösungsmittel).
Das bekannte CRC Handbook of Chemistry and Physics gibt die Löslichkeit als Stoffmasse der Verbindung (mit Ausnahme des Kristallwassers von Hydraten), die sich in 100 g Wasser lösen lassen, an.
Im Allgemeinen unterscheidet man:
- qualitative Löslichkeit: Ist der Stoff in einem bestimmten Lösungsmittel überhaupt in erkennbarem Maße löslich?
- quantitative Löslichkeit: Sie gibt die genaue Stoffmenge an, die sich maximal im Einheitsvolumen eines bestimmten Lösungsmittels löst.

## Qualitative Löslichkeit
Bei Temperaturen über dem absoluten Nullpunkt gibt es aus thermodynamischen Gründen (Entropie) für jeden Stoff in jedem anderen Stoff eine gewisse Löslichkeit, wie es im Artikel Reinstoff beschrieben wird. Die zunehmende Genauigkeit der Analysemethoden bestätigt das. Eine Unterscheidung zwischen „löslich“ und „unlöslich“ ist von den gewählten Grenzbedingungen abhängig. Es handelt sich also um relative Feststellungen wie schwer löslich, begrenzt löslich oder unbegrenzt löslich ein Stoff in einem anderen ist.
Eine übliche Einteilung der Löslichkeiten ist über die Menge an maximal gelöstem Stoff gegeben.
Löslichkeiten:
- größer als 1 mol/l gelten als leicht löslich,
- zwischen 0,1 und 1 mol/l als mäßig löslich und
- unter 0,1 mol/l gelöstem Stoff bezeichnet man als schwer löslich.[10]

In welchen Flüssigkeiten ein Feststoff gut löslich ist, hängt von Temperatur, den molekularen Eigenschaften des Stoffes und der Flüssigkeit ab. So sind salzartige Stoffe (Ionen-Verbindungen) fast nur in polaren Lösungsmitteln wie Wasser oder beispielsweise Fluorwasserstoff (HF) löslich. Viele lipophile („fettliebende“) Stoffe sind dagegen nur in organischen Lösungsmitteln wie Benzin [einem unpolaren („apolaren“) Lösungsmittel] nennenswert löslich. „Polar“ bedeutet in diesem Zusammenhang, dass die Moleküle des Lösungsmittels ein Dipolmoment aufweisen und deshalb mit geladenen (Ionen) oder ihrerseits polaren Molekülen des zu lösenden Stoffs in Wechselwirkung treten, jedoch ohne dass es zu einer Reaktion kommt. Einige Stoffe, zum Beispiel Ethanol oder Aceton, sind sowohl mit Wasser als auch mit unpolaren Lösungsmitteln in jedem Mengenverhältnis mischbar, da sie sowohl polare als auch unpolare Bereiche besitzen (amphiphil sind).
Die Polarität von Lösungsmitteln ist skalierbar: die elutrope Reihe.
Unterschiedliche Polaritäten und damit unterschiedliche Löslichkeiten werden in den chromatografischen Verfahren zum Trennen von Stoffen genutzt.

## Quantitative Löslichkeit

### Löslichkeit und Löslichkeitsprodukt
Die quantitative Löslichkeit ist definiert als die Sättigungskonzentration eines Stoffs in einem reinen Lösungsmittel (zum Beispiel Wasser) bei einer bestimmten Temperatur.
Die Löslichkeit eines Stoffes in einem Lösungsmittel muss nicht begrenzt sein. So ist Schwefelsäure mit Wasser in beliebigen Verhältnissen mischbar.

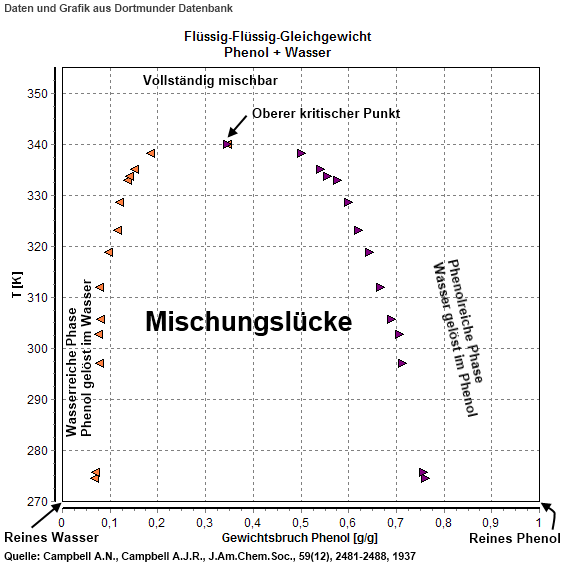
Flüssig-Flüssig-Gleichgewicht im Phenol-Wasser-Gemisch

Bei der Mischung von Phenol mit Wasser gibt es bei Raumtemperatur zwei Bereiche, eine Lösung von bis zu 8 % Phenol in Wasser und eine Lösung von bis zu 25 % Wasser in Phenol. Dazwischen bleibt ein Bereich „verbotener“ Mischungsverhältnisse. Werden Phenol und Wasser in diesen Verhältnissen zusammengemischt, führt dies zur Ausbildung von zwei flüssigen Phasen. Der Bereich der nicht möglichen Mischungsverhältnisse wird als Mischungslücke bezeichnet. Oberhalb einer bestimmten Temperatur, der oberen kritischen Temperatur der Lösung, im Fall von Phenol und Wasser bei ca. 340 K (67 °C), ist das Gemisch jedoch vollständig in jedem Verhältnis mischbar.
Die quantitative Löslichkeit oder Löslichkeitsgrenze gibt bei begrenzt löslichen Systemen die maximale Konzentration des einen Stoffes in dem anderen an, bei der das Gemisch unter Gleichgewichtsbedingungen noch einphasig ist. Die Löslichkeitsgrenze ist temperaturabhängig. Wird die Löslichkeitsgrenze überschritten, so scheidet sich eine zweite Phase aus. Fehlt die nötige Aktivierungsenergie oder Diffusion für das Ausscheiden der zweiten Phase, so bleibt das Gemisch auch oberhalb der Löslichkeitsgrenze einphasig in einem metastabilen, übersättigten Zustand.
Bei Salzen folgt die Löslichkeit {\displaystyle L} aus dem Löslichkeitsprodukt {\displaystyle K_{L}} unter der Bedingung, dass sich das Salz {\displaystyle A_{m}B_{n}} in {\displaystyle m{\text{ }}A^{+}} und {\displaystyle n{\text{ }}B^{-}} Ionen teilt.
{\displaystyle K_{L}=c_{eq}^{m}\mathrm {(A^{+})} \cdot c_{eq}^{n}\mathrm {(B^{-})} }
Liegt keines der beteiligten Ionen zusätzlich aus einer Mischung vor, kann die Löslichkeit des betreffenden Salzes berechnet werden. Die Löslichkeit des Salzes {\displaystyle A_{m}B_{n}} ist:
{\displaystyle L={\frac {c_{eq}\mathrm {(} A^{+})}{m}}={\frac {c_{eq}\mathrm {(} B^{-})}{n}}={\sqrt[{n+m}]{\frac {K_{L}}{n^{n}\cdot m^{m}}}}}
Die quantitative Löslichkeit wird, wie allgemein die Konzentration von Lösungen, in verschiedenen Einheiten angegeben (auch ergänzt um die Temperatur):
- g/l Lösung (Massenkonzentration), ggf. auch mg/l
- g/g Lösung (Massenanteil, „Massenprozent“ bei Bezug auf 100 g)
- l/l Lösung (Volumenkonzentration, Vol.-% bei Bezug auf 100 l), ggf. auch ml/l
- mol/l Lösung (Stoffmengenkonzentration)
- val/l Lösung (Normalität, veraltet)
- mol/kg Lösemittel (Molalität)

### Beispiel für die Berechnung der Konzentration der gesättigten Lösung eines Salzes
Berechnung der Konzentration c für eine gesättigte Lösung von Aluminiumsulfat in Wasser, bei bekanntem KL
{\displaystyle \mathrm {Al_{2}(SO_{4})_{3}\ \rightleftharpoons \ 2\ Al^{3+}+3\ SO_{4}^{2-}} }
{\displaystyle K_{L}=c_{eq}^{2}\mathrm {(Al^{3+})} \cdot c_{eq}^{3}\mathrm {(SO_{4}^{2-})} }
Das heißt: aus jedem Mol Aluminiumsulfat entstehen in der Lösung 2 Mol Aluminium- und 3 Mol Sulfationen.
Weiterhin gelten folgende Zusammenhänge:
{\displaystyle c_{eq}\mathrm {(Al^{3+})=2} \;c\quad {\text{und}}\quad c_{eq}\mathrm {(SO_{4}^{2-})=3} \;c}
Die Faktoren vor c, wie die Exponenten in der vorhergehenden Gleichung, sind die stöchiometrischen Faktoren. In die Gleichung für KL eingesetzt, ergibt sich:
{\displaystyle K_{L}=(2\;c)^{2}\cdot (3\;c)^{3}}
womit:
{\displaystyle c={\sqrt[{5}]{\frac {K_{L}}{2^{2}\cdot 3^{3}}}}}
Die Zahlenwerte für die Löslichkeitsprodukte erhält man aus den freien Standard-Enthalpien.

### Abhängigkeit von der Temperatur

Löslichkeit einiger Salze in Wasser bei verschiedenen Temperaturen

Die Löslichkeit eines Stoffes in einem anderen hängt in erster Näherung von der Lösungsenthalpie ab: Ist die Lösungsreaktion endotherm (positive Lösungsenthalpie), so steigt die Löslichkeit beim Erhitzen. Bei einer exothermen Lösungsreaktion sinkt die Löslichkeit beim Erhitzen. Ist die Lösungsenthalpie annähernd null, wie etwa bei Kochsalz, so ändert sich die Löslichkeit bei einer Temperaturänderung kaum.
Wie hoch die Löslichkeit ist, hängt nicht nur von der Lösungsenthalpie, sondern auch von der Lösungsentropie ab. Eine negative Lösungsenthalpie trägt zwar zu einer guten Löslichkeit bei, dennoch kann ein Salz schwer löslich sein, falls die Lösungsentropie gleichfalls negativ ist.
Diese Aussage ist nicht für Salzhydrate gültig. So kann das Lösen von Calciumchlorid, je nach Hydrationsenergie, zu einer Abkühlung oder zur Erwärmung der Lösung führen.

### Abhängigkeit von der Reinheit des Lösungsmittels
Für eine genaue Abschätzung der Löslichkeit einer Verbindung ist die Reinheit des Lösungsmittels zu beachten. So unterscheiden sich zum Beispiel natürliche Gewässer in mehreren Punkten vom reinsten Wasser. Sie können wesentlich saurer oder basischer sein als reinstes Wasser. So kann durch gelöstes Kohlendioxid oder sauren Regen das Wasser einen pH-Wert von bis zu 3 in Oberflächengewässern erreichen. Meerwasser dagegen ist in der Regel alkalisch mit einem mittleren pH-Wert von etwa 8,2. Daneben kann die Anwesenheit von natürlichen Huminstoffen im Wasser die Löslichkeit lipophiler Stoffe scheinbar erhöhen. Auch das Vorhandensein suspendierte Partikel („Trübstoffe“, „Schwebstoffe“) kann durch Absorption an deren Oberfläche die Löslichkeit scheinbar beeinflussen. Durch das in Meerwasser vorhandene Salz muss dieses als mehrphasiges System betrachtet werden. So erniedrigt sich in der Regel die Löslichkeit unpolarer Verbindungen in salzhaltigen Gewässern.
In solchen gemischten Lösungen, wie im natürlichen Wasser mit einer Vielzahl von Ionen, stimmen die Konzentrationen von Anionen und Kationen nicht stöchiometrisch paarweise überein (wie es der Lösung einzelner Salze entspräche). Ein Beispiel hierfür ist der gelöste Kalk, der durch gelöstes Kohlenstoffdioxid als Calciumhydrogencarbonat in Lösung geht und den wesentlichen Beitrag zur Wasserhärte bildet. Über das Dissoziationsgleichgewicht der Kohlensäure verschiebt sich mit dem wechselnden Kohlenstoffdioxidgehalt des Wassers (durch Atmung und Photosynthese der Wasserorganismen) auch die Konzentrationen der Carbonat- und Hydrogencarbonat-Anionen, die Konzentration der Calcium-Kationen bleibt unberührt. In diesem Fall entscheidet das Produkt aus den nicht äquivalenten Konzentrationen an Calcium- und Carbonat-Ionen darüber, ob und in welchem Umfang es wegen einer Überschreitung des Löslichkeitsproduktes zu einer Ausfällung von Calciumcarbonat (als Kesselstein oder Seekreide) kommt.

### Verbale Einstufung nach Europäischem Arzneibuch
Das Europäische Arzneibuch definiert die folgenden Begriffe, bei 15 °C bis 25 °C:
| Bezeichnung         | V(Lösungsmittel) in ml je g Stoff | g·l−1 Lösungsmittel |
| ------------------- | --------------------------------- | ------------------- |
| sehr leicht löslich | < 1                               | >1000               |
| leicht löslich      | 1 bis 10                          | 100 bis 1000        |
| löslich             | 10 bis 30                         | 33 bis 100          |
| wenig löslich       | 30 bis 100                        | 10 bis 33           |
| schwer löslich      | 100 bis 1000                      | 1 bis 10            |
| sehr schwer löslich | 1000 bis 10000                    | 0,1 bis 1           |
| praktisch unlöslich | > 10000                           | < 0,1               |

### Bestimmung der Löslichkeit
Die genaue Bestimmung der Löslichkeit ist besonders bei im Lösungsmittel schwerlöslichen Stoffen nicht einfach. Dies liegt an der erforderlichen (oft sehr langsamen) Gleichgewichtseinstellung und der Anwesenheit von ungelösten Partikeln der zu messenden Stoffe im Lösungsmittel. Diese Schwierigkeiten können durch die Säulenelutionsmethode vermieden werden.
Besonders hinderlich ist die Neigung mancher Stoffe zur Ausbildung kolloidaler Lösungen, die eine zu hohe Löslichkeit vortäuscht. Ein besonders anschauliches Beispiel dafür ist die Bestimmung der Wasserlöslichkeit extrem hydrophober Stoffe wie der Permethylsiloxane.
Die Wasserlöslichkeit leichter löslicher Stoffe (über ca. 10 mg/l) können nach der Kolbenmethode (Shake-Flask) bestimmt werden. Bei dieser wird der Wert durch Sättigung der Wasserphase bei geringfügig erhöhter Temperatur und anschließende Konzentrationsbestimmung nach Äquilibrierung und Abtrennung des ungelösten Stoffs gemessen. Eine weitere Methode ist die potentiometrische Titration.
Die Wasserlöslichkeit eines Stoffs kann auch aus ihrem Verteilungskoeffizienten zwischen 1-Octanol und Wasser (KOW) abgeschätzt werden. Besonders wenn es eine Reihe von strukturell verwandten Chemikalien gibt, lassen sich durch die quantitative Struktur-Wirkungs-Beziehung die physikalisch-chemischen Eigenschaften des Stoffs gut abschätzen. beispielsweise mittels EPI Suite.

#### Bestimmung durch Leitfähigkeitsmessungen
Für in Wasser sehr schwer lösliche Salze (z. B. BaSO4, PbS, HgS, AgCl) kann das Löslichkeitsprodukt aus Leitfähigkeitsmessungen mit empfindlichen Konduktometern ermittelt werden. Zur Berechnung wird ferner die Grenzleitfähigkeit des Salzes bei unendlicher Verdünnung benötigt.
Friedrich Kohlrausch und Arnold F. Holleman entwickelten diese Bestimmungsmethode.

## Lösung von Gasen in Flüssigkeiten
An der Grenzfläche zwischen Gasen und Flüssigkeiten kommt es durch Diffusion zum Austausch von Gasmolekülen zwischen der Lösung und dem Gasraum. Dabei ist der Eintritt von Molekülen in die Lösung proportional dem Partialdruck des Gases, und der Austritt ist proportional der Konzentration des Gases in der Lösung (siehe Henry-Gesetz). Bei der sogenannten Sättigungskonzentration herrscht ein dynamisches Gleichgewicht zwischen beiden Diffusionsrichtungen. Die Sättigungskonzentration ist proportional zum Partialdruck im Gasraum. Die verbindende Proportionalitätskonstante wird hier als Löslichkeit, präziser als Löslichkeitskoeffizient, bezeichnet:
GaslöslichkeitGas i = Sättigungskonzentrationi / Partialdrucki
Der Index i bezieht sich dabei auf das Gas in möglichen gemischten Lösungen, wie etwa bei der Lösung des Gasgemisches „Luft“ in Wasser.
In der Regel nimmt die Löslichkeit von Gasen in Flüssigkeiten mit steigender Temperatur ab. Ebenso wirken sich im Wasser gelöste Feststoffe mindernd auf die Gaslöslichkeit aus. Deshalb ist beispielsweise in Meerwasser weniger Sauerstoff löslich als in Süßwasser. Es sei darauf hingewiesen, dass auch hier Ausnahmen möglich sind. So ist die Löslichkeit von Wasserstoff bei einer Temperatur von 50 °C am geringsten, während sie bei höheren oder niedrigeren Temperaturen zunimmt.
Eine Abweichung von der Proportionalität zwischen Gasdruck und Gleichgewichtskonzentration macht sich erst bei hohen Drücken (im Vergleich zum Atmosphärendruck) bemerkbar.

## Lösung in Feststoffen
Die Gesetzmäßigkeiten der Löslichkeit bleiben prinzipiell auch für Feststoffe erhalten. Auch hier können unterschiedliche Phasen beobachtet werden. Ist ein festes Gemisch einphasig, liegt eine Lösung vor. Kristalline Stoffe bilden dabei Mischkristalle oder intermetallische Verbindungen. Getrennte Phasen liegen oft sehr feinverteilt vor. Dies ist besonders der Fall bei gegenüber der Diffusionsgeschwindigkeit hoher Abkühlgeschwindigkeit bei der Entstehung oder bei eutektischer Zusammensetzung. Daher ist mit bloßem Auge eine Beurteilung der Löslichkeit meist nicht möglich, besonders da auch einphasige Systeme oft kristallin gekörnt sind und außerdem interkristalline Korngrenzenphasen entstehen können. Hilfsmittel sind Diagramme des Temperaturverlaufes der Abkühlung, wo Phasenumwandlungen als Haltepunkte oder Knicke erscheinen, und lichtmikroskopische sowie weitere kristallographische Untersuchungen mit noch höherem Aufwand.
Wesentlich häufiger als bei Flüssigkeiten liegen bei Feststoffen metastabile Lösungen vor. Diese entstehen besonders dann, wenn im bereits erstarrten Gemisch bei Temperaturabnahme die Löslichkeit abnimmt und keine ausreichende Diffusionsgeschwindigkeit mehr gegeben ist. Durch Lösungsglühen kann eine gleichmäßige Löslichkeit in einer Legierung nahe dem thermodynamischen Gleichgewicht erreicht werden.
Die Löslichkeit von Feststoffen ineinander, die in den Stoffgemischen entstehenden Phasen und die Veränderung dieser in Abhängigkeit von Mengenanteilen und der Temperatur ist von großer Bedeutung für die Bildung technischer Legierungen. Dabei ist auch oft eine Mehrphasigkeit erwünscht. Kupfer/Nickel und Silber/Gold sind Beispiele für Systeme mit vollständiger Löslichkeit bei jeder Zusammensetzung, das Letztere kommt als Elektron auch natürlich vor. Stähle sind dagegen weit überwiegend mehrphasig (Ferrit, Austenit, Martensit, Zementit), als einphasige Legierungen sind nur hochlegierte ferritische Chromstähle mit 15 % bis 30 % Chrom und weniger als 0,1 % Kohlenstoff von technischer Bedeutung. Das System Kupfer/Zink hat bei Raumtemperatur fünf verschiedene Phasen, die durch Mischungslücken getrennt sind. Je nach Zusammensetzung liegt nur eine davon oder in der Mischungslücke zwischen zwei Phasen ein Gemisch dieser beiden vor. Im technisch relevanten Bereich (Messing: Kupfergehalt min. 50 %) liegen zwei dieser Phasen.
Das System Kupfer/Zinn, zu dem die Zinnbronze als älteste technische Legierung gehört, ist ein Beispiel für metastabile Verhältnisse: Zwischen 520 °C und 586 °C ist Zinn in Kupfer mit einem Anteil bis zu 15,8 % der bei dieser Temperatur bereits festen Legierung löslich. Obwohl bei Raumtemperatur im Gleichgewicht die Löslichkeit von Zinn nahe null liegt, bleibt Material, das bei der erhöhten Temperatur eine solche Zinnkonzentration nicht überschritten hat, bei weiterer Abkühlung einphasig, da nun kaum noch Diffusion stattfindet. Andererseits entmischt sich bereits bei der vorangehenden Erstarrung die Schmelze und das zuletzt erstarrte Material kann die Grenze von 15,8 % Zinn schon bei deutlich niedrigeren Zinngehalten der Legierung überschreiten. Wegen der großen Diffusionsträgheit des Zinns können diese Konzentrationsunterschiede nur durch längeres Glühen bei ca. 750 °C ausgeglichen werden. Beide Effekte zusammen führen dazu, dass gegossene Zinnbronze je nach Abkühlgeschwindigkeit bei Zinngehalten von maximal 4 % bis 6 % einphasig ist und durch Glühen sogar Einphasigkeit bis 15 % erreicht werden kann, obwohl bei Raumtemperatur keine nennenswerte Löslichkeit gegeben ist.